# 喜々津村
喜々津村（ききつむら）は、長崎県西彼杵郡にあった村。1955年（昭和30年）に北隣の大草村および西隣の伊木力村と合併し、多良見村となった。
現在の諫早市多良見地域の東部にあたる。

## 地理
- 山：井樋ノ尾岳、虚空蔵山、大山
- 河川：喜々津川、井樋ノ尾川、阿蘇ノ川、中里川、木床川
- 港湾：大村湾、喜々津漁港

## 沿革
- 1889年（明治22年）4月1日 - 町村制施行により、西彼杵郡喜々津村が単独村制にて発足。
- 1898年（明治31年）11月27日 - 九州鉄道長崎線（のち日本国有鉄道長崎本線）が開業し、当村域に喜々津駅が設置される。
- 1955年（昭和30年）2月11日 - 大草村・伊木力村と合併して多良見村が発足し、喜々津村は自治体として消滅。

## 地名
名を行政区域とする。喜々津村は1889年の町村制施行時に単独で自治体として発足したため、大字は無し。
- 市布名（いちぬの）
- 囲名[2]
- 木床名（きどこ）
- 化屋名（けや）
- 中里名
- 西川内名（にしかわうち、にしのこうち）

## 交通

### 鉄道
日本国有鉄道
- 長崎本線

（諫早市:旧真津山村） - 喜々津駅 - （大草村）
現在、旧村域には喜々津駅のほか、1972年（昭和47年）に旧東長崎町域を経由して長崎市内に至る新線の開業に伴って、市布駅が設置されている。

## 学校
- 喜々津小学校
- 喜々津中学校